# La violenza è il mio forte!
La violenza è il mio forte! (Shamus) è un film del 1973 diretto da Buzz Kulik ed interpretato da Burt Reynolds.

## Trama
Il detective privato Shamus McCoy viene chiamato dal signor Hume, ricco commerciante di pietre preziose, ad indagare su un furto di diamanti. Durante le indagini si renderà conto di essere al centro di una vicenda molto più complessa di un semplice furto.